# Лингва де планета
Ли́нгва де плане́та (также лидепла́, ЛдП; Lingwa de planeta, lidepla, LdP) — искусственный язык, относящийся к категории плановых и апостериорных. Процесс создания был начат в 2006 году в Санкт-Петербурге группой энтузиастов под руководством Дмитрия Иванова, а базовая версия была опубликована в 2010 году. В основу языка были положены наиболее влиятельные на начало XXI века языки планеты: английский, арабский, китайский, немецкий, русский, французский, хинди и т. д.

## Идея
Идеей авторов было создание гармоничного целого на основе самых распространённых и влиятельных национальных языков планеты. Как следствие основной идеи, и в словаре, и в грамматике языка присутствует значительное количество неевропейских корней слов. По этим признакам лидепла относится к классу мирланг. В целом язык создавался так, чтобы значительная часть населения планеты могла найти в нём элементы сходства с родным языком.

## Команда проекта и использование языка
Лидер проекта — психолог Дмитрий Иванов. Именно он заложил основу языка (в значительной мере опираясь на язык новиаль, разработанный датским лингвистом О. Есперсеном (Jespersen) и на данные о развитии и устройстве креольских языков). В работе над языком ему помогали в первую очередь лингвисты А. Виноградова и Е. Иванова. В 2007 году присоединилась и до сих пор остается ведущим лингвистом проекта А. Лысенко.
С самого начала работы проект был представлен в интернете как открытый и широко обсуждался в разных группах конлангеров. В целом на настоящий момент (2014 год) значительный вклад в развитие языка внесли по крайней мере 15 человек из разных стран (работали над словарями и грамматикой, писали оригинальные тексты, в том числе песни, переводили), не считая тех, кто принимал участие в обсуждениях.
В настоящее время язык используется для общения, в основном в интернете (facebook, yahoo и др.). В целом языком владеют не менее 50 человек. Кроме того, на язык переводят известные литературные произведения, в том числе объемные тексты, такие как «Алиса в стране чудес» Л. Кэрролла, «Водители фрегатов. Матрос Рутерфорд в плену у новозеландцев» Н. Чуковского, рассказы, сказки. На язык переводят и поют песни (включая альбом профессионального немецкого музыканта Jonny M.), делают субтитры к анимационным фильмам и художественным фильмам (например, «Иван Васильевич меняет профессию»).
Известные деятели, такие как Т. С. Бабинцева и С. П. Семёнов, проявляют интерес к проекту и используют лидепла (в 2006 году С. П. Семёнов прочитал на лидепла доклад во время одной из конференций).

## Описание языка
В некоторых источниках в качестве даты создания языка указывается 2006 год. Однако базовая версия языка была опубликована лишь в 2010 году. Предполагается, что после выхода базовой версии основы языка стабильны и не подлежат изменению.

### Фонология
В языке различают 17 основных согласных (b, d, g; p, t, k; w, f; s, ʃ; x; d͡ʒ, d͡z; m, n, r, l) и 3 дополнительных (v; t͡ʃ; ŋ).
Различение звуков в парах w — v, d͡ʒ — t͡ʃ не является строго обязательным, то есть они могут произноситься одинаково (минимальные пары отсутствуют). Звук ŋ может произноситься как слитное сочетание звуков ng, или как палатализованный n.
|               |   |   |   |     |    |    |         |         |     |     |  |  |  |  |
| Носовые       | m | m |   |     | n  | n  |         |         | (ŋ) | (ŋ) |  |  |  |  |
| Взрывные      | p | b |   |     | t  | d  |         |         | k   | ɡ   |  |  |  |  |
| Аффрикаты     |   |   |   |     | d͡z | d͡z | t͡ʃ / d͡ʒ | t͡ʃ / d͡ʒ |     |     |  |  |  |  |
| Фрикативные   | w | w | f | (v) | s  | s  | ʃ       | ʃ       | x   | x   |  |  |  |  |
| Аппроксиманты |   |   |   |     | r  | l  |         |         |     |     |  |  |  |  |

В языке лидепла 5 гласных (a, e, i, o, u).
|                  | Переднего ряда | Заднего ряда |
| ---------------- | -------------- | ------------ |
| Верхнего подъёма | i              | u            |
| Среднего подъёма | e              | o            |
| Нижнего подъёма  | a              | a            |

### Алфавит и чтение
Официальный алфавит языка лидепла основан на латинском, в нём 25 букв. Особенности:
- буква C c встречается только в сочетании Ch ch,
- буква Q q не используется,
- буква y обозначает гласный i (но, в отличие от буквы i, никогда не бывает под ударением),
- буквы ch, j, z обозначают аффрикаты t͡ʃ, d͡ʒ, d͡z, соответственно: chay — чай, jan — знать, zun — заниматься чем-либо,
- буква X x обозначает сочетание gs (в положении перед согласным может произноситься как простой s): examen — экзамен,
- сочетание sh обозначает согласный ʃ (среднее между русскими «ш» и «щ»): shi — десять,
- сочетание ng на конце слова обозначает (дополнительный) велярный носовой согласный (ŋ): feng — ветер[7].

Основное правило постановки ударения: ударение падает на гласный перед последним согласным (или y): máta (мать), família (семья), akshám (вечер), ruchéy (ручей). Однако поскольку лидепла старается сохранить звуковой облик слов в наиболее распространенном привычном виде, имеется рад исключений:
- некоторые окончания (-um, -us, -er, -en; -ika, -ike, -ula) всегда безударны,
- нестандартное ударение в некоторых случаях указывается путём удвоения гласной.

При образовании производных и сложных слов место ударения обычно не меняется.

### Словарный состав
Бо́льшую часть словаря лидепла составляют широко распространенные международные слова латинского происхождения. Однако значительная часть наиболее частотной лексики — это слова из английского, русского, китайского, арабского и хинди. В языке нет фиксированных окончаний для частей речи, что позволяет использовать слова из любого языка в практически неизмененном виде (слова приспосабливаются к фонологии языка лидепла и записываются фонетически, без сохранения исходной орфографии).
По состоянию на 2014 год словарь языка лидепла содержит 4 тысячи статей, что дает порядка 10 тысяч слов, и продолжает пополняться. В целом, слова выбираются по следующим критериям:
- предпочтение отдается коротким словам без скоплений согласных
- слово должно быть достаточно распространено или фонетически должно быть в некоторой степени близко носителям по крайней мере нескольких живых языков. Например, слово «darba» (удар). Оно арабского происхождения, однако созвучно русскому «удар» и китайскому «da» (ударять). Отдалённо оно также напоминает английское «strike» и «prahar» языка хинди.
- учитывается звуковой символизм. Например, различие гласных a, o — i: dale (далёкий) — blise (близкий), dar (там) — hir (здесь), gro (увеличительно-усилительная частица) — ki (уменьшительная частица).

Иногда целые фразы на лидепла выглядят почти как фразы на одном из языков-источников:
- Brata snova dumi om to. Брат снова думает о том.
- Ta bu yao shwo. Он не хочет говорить. (кит. Tā bù yào shuō)
- Way yu go bak? Почему ты идешь назад? (англ. Why do you go back? Why are you going back?)
- Me jan ke mata pri pi chay. Я знаю, что мать любит пить чай (хинди)
- Pa sabah me safari. По утрам я путешествую. (араб.)

#### Список Сводеша
| №  | Лидепла  | Русский   |
| -- | -------- | --------- |
| 1  | me       | я         |
| 2  | yu       | ты, вы    |
| 3  | nu       | мы        |
| 4  | se       | это       |
| 5  | to       | то        |
| 6  | hu       | кто       |
| 7  | kwo      | что       |
| 8  | bu       | не        |
| 9  | olo, oli | всё, все  |
| 10 | mucho    | много     |
| 11 | un       | один      |
| 12 | dwa      | два       |
| 13 | gran     | большой   |
| 14 | longe    | длинный   |
| 15 | syao     | маленький |
| 16 | gina     | женщина   |
| 17 | man      | мужчина   |
| 18 | jen      | человек   |
| 19 | fish     | рыба      |
| 20 | faula    | птица     |
| 21 | doga     | собака    |
| 22 | kinah    | вошь      |
| 23 | baum     | дерево    |
| 24 | semena   | семя      |
| 25 | lif      | лист      |

| №  | Лидепла | Русский      |
| -- | ------- | ------------ |
| 26 | riza    | корень       |
| 27 | kuta    | кора, кожура |
| 28 | derma   | кожа         |
| 29 | masu    | мясо         |
| 30 | hema    | кровь        |
| 31 | osta    | кость        |
| 32 | fet     | жир          |
| 33 | ovo     | яйцо         |
| 34 | korna   | рог          |
| 35 | kauda   | хвост        |
| 36 | pluma   | перо         |
| 37 | har     | волос(ы)     |
| 38 | kapa    | голова       |
| 39 | aur     | ухо          |
| 40 | oko     | глаз         |
| 41 | nos     | нос          |
| 42 | muh     | рот          |
| 43 | denta   | зуб          |
| 44 | lisan   | язык (орган) |
| 45 | naka    | ноготь       |
| 46 | peda    | нога (стопа) |
| 47 | genu    | колено       |
| 48 | handa   | рука (кисть) |
| 49 | duza    | живот        |
| 50 | gorla   | горло        |

| №  | Лидепла | Русский       |
| -- | ------- | ------------- |
| 51 | sina    | грудь         |
| 52 | kordia  | сердце        |
| 53 | hepata  | печень        |
| 54 | pi      | пить          |
| 55 | chi     | есть (кушать) |
| 56 | kusi    | кусать        |
| 57 | vidi    | видеть        |
| 58 | audi    | слышать       |
| 59 | jan     | знать         |
| 60 | somni   | спать         |
| 61 | morti   | умирать       |
| 62 | kili    | убивать       |
| 63 | swimi   | плавать       |
| 64 | flai    | летать        |
| 65 | promeni | гулять        |
| 66 | lai     | приходить     |
| 67 | lagi    | лежать        |
| 68 | sidi    | сидеть        |
| 69 | stan    | стоять        |
| 70 | dai     | дать          |
| 71 | shwo    | говорить      |
| 72 | surya   | солнце        |
| 73 | luna    | луна          |
| 74 | stara   | звезда        |
| 75 | akwa    | вода          |

| №   | Лидепла | Русский  |
| --- | ------- | -------- |
| 76  | pluva   | дождь    |
| 77  | ston    | камень   |
| 78  | ramla   | песок    |
| 79  | arda    | земля    |
| 80  | badal   | облако   |
| 81  | fum     | дым      |
| 82  | agni    | огонь    |
| 83  | pepla   | пепел    |
| 84  | jal     | гореть   |
| 85  | dao     | путь     |
| 86  | monta   | гора     |
| 87  | rude    | красный  |
| 88  | grin    | зеленый  |
| 89  | hwan    | желтый   |
| 90  | blan    | белый    |
| 91  | swate   | черный   |
| 92  | nocha   | ночь     |
| 93  | garme   | горячий  |
| 94  | lenge   | холодный |
| 95  | fule    | полный   |
| 96  | nove    | новый    |
| 97  | hao     | хороший  |
| 98  | ronde   | круглый  |
| 99  | suhe    | сухой    |
| 100 | nam     | имя      |

### Грамматика
Грамматика языка лидепла основана на 3 правилах.

#### Правило принадлежности классу
Каждое слово лидепла относится к определённому классу (существительное, прилагательное, глагол, наречие и др.). Производные слова образуются с помощью суффиксов и приставок:
- lubi (любить)
- luba (любовь)
- lubi-she (любящий)
- lubi-shem (с любовью)

Строго фиксированных окончаний для различных частей речи нет, хотя есть наиболее предпочтительные. Например, большинство глаголов оканчиваются на -i, но есть и исключения (jan (знать), shwo (говорить) и др.).

##### Словообразование
С помощью различных приставок и суффиксов можно образовывать новые слова, принадлежащие к тому же классу, что и исходное слово, или с изменением его класса. Например:
- somni (спать)
- en-somni (уснуть)
- somni-ki (дремать)
- ek-somni-ki (вздремнуть)
- gro-somni (глубоко спать)
- mah-somni, somnisi (усыпить, заставить уснуть)
- somni-she (спящий)
- somni-shem (как будто во сне)
- somni-ney (поспавший)
- somni-nem (заспанно)
- somni-yen («спя», в процессе сна)
- somnishil (сонный, склонный ко сну)
- somnilok (место для сна)
- somninik (соня, любитель поспать).

#### Правило постоянства формы слова
Форма слова не меняется никогда, для выражения дополнительных грамматических значений используются частицы, например:
- me lubi (я люблю)
- ela lubi (она любит)
- yu ve lubi (ты полюбишь)
- me wud lubi (я бы полюбил)
- lubi (ba) (люби).

Единственными исключениями из правила являются:
- форма множественного числа существительных (kitaba (книга) — kitabas (книги), flor (цветок) — flores (цветы),
- глагол «быть», который имеет собственные формы: bi / es / bin.

##### Принцип необходимости
Употребление специальной частицы необязательно, если значение понятно из контекста («принцип необходимости»). Примеры:
- Yeri me miti ela (Вчера я встретил её). Manya me miti ela (Завтра я встречу её).
- Me vidi mucho kinda (я вижу много детей). Me vidi kindas (я вижу детей).

#### Правило прямого порядка слов
Порядок слов в предложении обычно прямой (подлежащее — сказуемое — дополнение), определение предшествует определяемому слову, предлоги находятся перед группой, к которой относятся.
Если порядок слов меняется, на это указывают специальные частицы, например den (ставится перед прямым дополнением или перед группой, относящейся к предлогу), например: Ela lubi lu. Den lu ela lubi. — Она любит его.

## Примеры текста
(Pater Noster, «Отче наш»)
Nuy Patra kel es pa swarga,

hay Yur nam santefai,

hay Yur reging lai,

hay yur vola fulfil

i pa arda kom pa swarga.

Dai ba a nu nuy pan fo jivi sedey

e pardoni ba a nu nuy deba,

kom nu pardoni toy-las kel debi a nu.

Bye dukti nu inu temta

e protekti nu fon bada.
(Oli-komune deklara de raitas de jen de UN, «Всеобщая декларация прав человека ООН»)
«Makala 1
Ol jenes janmifi komo libre e egale in swa-ney dignitaa e raitas. Lu es doti-ney pa menta e kojansa al lu gai akti relatem mutu in spiritu do bratisitaa.
Makala 2
Kada jen nidi tu posesi ol raitas e ol liberitaas, kwo es proklamibile bay aktuale deklara, sin kel unkwe farka, komo relatem rasa, kolor do derma, sexu, lingwa, religion oda otre konvinsas, relatem nasionale o sosiale origin, hevsa-ney, raitagrada-ney oda otre stasas. Krome to, bu gai tu fa-fai nulkel farka pa reson de politike, raite oda internasionale modus de landa o teritoria, a kel jen perteni; budependem fon to, si sey teritoria es nodepende, sobre-kan-bile, no-selfadirigi-ke o koykomo otrem limita-ney in swa-ney suvernitaa…»

### Сообщения в СМИ
- Вы говорите на лидепла? // Костер : журнал. — 2013. — № январь.
- Язык будущего (рус.) // Аргументы и Факты : газета. — 2012. — № № 40 (1665).
- О лидепла // Петербургское радио : радио-репортаж.